# Thorbjörn Hornklofi
Thorbjörn Hornklofi (Þórbjǫrn Hornklofi, norsky Torbjørn Hornklove) byl skald a dvorský básník norského krále Haralda I. Krásnovlasého v 9. století.

## Život
O jeho životě existuje málo záznamů, jsou o něm ale informace v několika prozaických literárních dílech i básních (Fagrskinna, Sága o Egilovi, Prozaická Edda aj.), kde je zmiňován jako “starý přítel králů”, od dětství se zřejmě pohyboval ve dvorském prostředí a mezi aristokraty měl vlivné přátele. U samotného krále byl vážený (údajně mu byl jeden z Haraldových synů dokonce svěřen k výchově).
Ve svém díle reflektoval soudobé události Haraldovy vlády a je tak zásadním zdrojem informací, mimo jiné podává např. nejspolehlivější svědeckou zprávu o bitvě u Hafrsfjordu (872). Popisuje nepřátelské zbraně, lodě a válečníky i následující události, když Harald pronásledoval své odpůrce k Britským ostrovům a Skotové před ním prchali.

## Dílo
- Hafrnsmál popisuje život na Haraldově dvoře, zmiňuje jeho dánskou manželku a vítězství v bitvě u Hafrsfjordu.
- Glymdrápa se věnuje sérii bojů, které Harald vedl za účelem posílení moci a prosazení své vlády v Norsku.
- Ynglingatal je genealogická báseň, kde stopuje předky jistého Röghvaldra – zřejmě prvního Haroldova bratrance – zpět k dávným švédským králům a bohu Freyovi.
- Haustlöng oslavuje dobrodružství bohů s obry